# Johann Martin Krafft

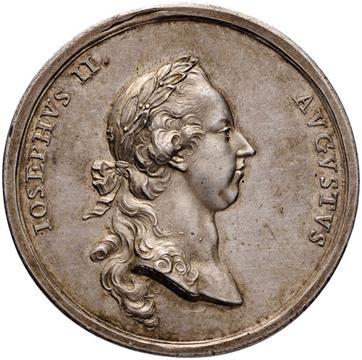
Medaille auf die Italienreise Kaiser Josephs II. (1765–1790), Mailand 1769.

Johann Martin Krafft (auch: Johann Martin Crafft oder Johann Martin Craft; * 30. März 1738 in Wien; † 14. Juni 1781 in München) war ein Medailleur und Münzstempelschneider.
Er lernte zunächst wie sein Vater die Goldschmiedekunst, widmete sich dann aber der Gravierkunst und wurde einer der besten Stempelschneider seiner Zeit. Er bereiste Deutschland, Frankreich und Italien. 1770 arbeitete er in Wien, wurde als k. k. Medailleur nach Mailand berufen und ging danach nach München, wo er im Juli 1781 starb. Vier Stunden vor seinem Tod hatte er noch den Entwurf seines Grabmals gezeichnet. Der Kurfürst ließ ihm durch den Mannheimer Hofbildhauer Augustin Egell ein Monument bei den Barmherzigen Brüdern setzen.
Sein Schüler war der Österreicher Martin Lerner, der ihn zwölf Jahre auf Reisen begleitete.